# Kyle Chandler
Kyle Chandler, född 17 september 1965 i Buffalo, New York, är en amerikansk skådespelare.

## Filmografi (i urval)
- 1993 – Kärlekens vindar (TV-serie)
- 1996 – Morgondagens hjälte (TV-serie)
- 2005 – King Kong
- 2006 – Friday Night Lights (TV-serie)
- 2006–2007 – Grey's Anatomy (TV-serie)
- 2008 – The Day the Earth Stood Still
- 2011 – Super 8
- 2012 – Argo
- 2012 – Zero Dark Thirty
- 2013 – The Wolf of Wall Street
- 2015 – Carol
- 2015–2017 – Bloodline (TV-serie)
- 2016 – Manchester by the Sea
- 2017 – The Vanishing of Sidney Hall
- 2019 – Catch-22
- 2021 – Godzilla vs. Kong
- 2025 – Back in Action
- 2025 – RIP
- 2025 – Anniversary